# Stefan Ljungqvist (författare)
Stefan Ljungqvist, född 1972, är en svensk barnboksförfattare. Ljungqvist är även medgrundare till det numera insomnade rollspelsföretaget Cell Entertainment som bland annat gav ut rollspelet Gemini.